# 颜检墓
颜检墓，位于中国广东省河源市东源县锡场镇河洞村，为东源县的一个县级文物保护单位，类型为古墓葬，公布时间为1986年3月。
颜检墓的历史年代为清代。